# Computer Games
 (septembre 2017).
Si vous disposez d'ouvrages ou d'articles de référence ou si vous connaissez des sites web de qualité traitant du thème abordé ici, merci de compléter l'article en donnant les références utiles à sa vérifiabilité et en les liant à la section « Notes et références ».
Albums de George Clinton
You Shouldn't-Nuf Bit Fish
(1983)
Singles
1. Loopzilla
Sortie : 1982
2. Atomic Dog
Sortie : Décembre 1982

Computer Games est le premier album solo du chanteur et producteur americain de musique funk George Clinton, sorti en 1982 chez Capitol Records et réédité en version CD remastérisé, en 2004, par EMI Records.

## Présentation
En 1982, Clinton signe avec Capitol Records en tant qu'artiste solo et publie l'album Computer Games.
Bien que, techniquement, ce soit le premier album "solo" de Clinton, celui-ci présente la plupart du même personnel apparu sur les albums récents de Parliament et Funkadelic, tous deux officiellement dissous par Clinton en 1981.
Conçu à la suite d'une période marquée par des luttes financières et personnelles pour Clinton, Computer Games restaure sa popularité pour un court laps de temps avant que P-Funk soit victime de nouveaux problèmes juridiques et d'un faible soutien des labels au milieu des années 1980.
Selon Glenn Kenny, de Trouser Press, après la fin de son collectif Parliament-Funkadelic, l'album de Clinton est taxé de « clin d'œil à la vague de techno-funk qui a commencé à dépasser presque toutes les autres formes de musique dance ; plutôt que de rejeter la nouvelle technologie, il l'a adapté ici de manière unique ».
L'album est listé parmi « Les 100 plus grands albums des années 80 » du magazine Rolling Stone (Édition spéciale 1990), se classant en 59e position.
Il est, également, répertorié, par Slant Magazine, à la 97e place de sa liste des « Meilleurs albums des années 1980 ».
Le single Loopzilla entre dans le Top 20 R&B, suivi de Atomic Dog qui se classe 1er de ce même classement, mais qui n'atteint que la 101e place du classement pop[réf. nécessaire].

## Liste des titres
|       | 'Face A'          |                                            |      |
| A1.   | Get Dressed       | Bootsy Collins, George Clinton             | 3:42 |
| A2.1. | Man's Best Friend | Garry Shider, G. Clinton, Kenneth Gambrell | 3:30 |
| A2.2. | Loopzilla         | G. Clinton                                 | 8:46 |
| A3.   | Pot Sharing Tots  | G. Clinton, Walter "Junie" Morrison        | 3:46 |
|       | 'Face B'          |                                            |      |
| B1.   | Computer Games    | Clinton, Morrison                          | 6:47 |
| B2.   | Atomic Dog        | David Spradley, Shider, G. Clinton         | 4:47 |
| B3.   | Free Alterations  | Darryl Clinton, G. Clinton                 | 4:21 |
| B4.   | One Fun at a Time | G. Clinton, Morrison                       | 4:29 |
| 40:42 |                   |                                            |      |

| 1. | Get Dressed                   | 3:41  |
| 2. | Man's Best Friend / Loopzilla | 12:51 |
| 3. | Pot Sharing Tots              | 3:44  |
| 4. | Computer Games                | 6:44  |
| 5. | Atomic Dog                    | 4:46  |
| 6. | Free Alterations              | 4:19  |
| 7. | One Fun at a Time             | 4:29  |

## Crédits
| - George Clinton : chant - Bootsy Collins : basse, chant - Eddie Hazel, Garry Shider, Junie Morrison, Tony Thomas : guitares - Dennis Chambers, Jerry Jones : batterie - Bernie Worrell, David Spradley, Junie Morrison, Rahni Harris : claviers - Larry Fratangelo, Maruga Booker : percussions - Fred Wesley, Larry Hatcher, Maceo Parker, Richard Griffith : vents - Brenda Forman, Brides Of Funkenstein, Carmen McGee, Clip Payne, Darryl Clinton, Garry Shider, Gary Mudbone Cooper, George Bunny, Godmoma, Gwendolyn Dozier, Jessica Cleaves, Jessie Driscoll, Jimmy Keaton, Joyce Pearson, Julius Keaton, Junie Morrison, Larry Heckstall, Parlet, Ray Davis, Robert "P-Nut" Johnson, Ron Ford, Tracey Lewis, Trina Frazier, Vanessa Poe, Veronica Faust : chant et chœurs | - Production, conception : George Clinton - Mastering : Mike Fuller - Mixage : Greg Reilly, Jim Vitti - Enregistrement : David Baker, Greg Reilly, Greg Ward, Jeff Turkin, Jim Vitti, John Jaszcz, Mike Iacopelli, Tony Ray - Direction de production (coordination de postproduction) : Roy "Deadeye Samurai" Kohara (Capitol Records), Denise "Spida Laydee" Arrington (Splankwerks), Leslie "Blonda" Vocino (The Disc) - Artwork, design, illustrations : Pedro Bell |